# Saga de Kormák
Las saga de Kormák es una de las sagas de los islandeses. Está relacionada con la saga Hallfreðar þáttr vandræðaskálds. Ambos héroes epónimos están enamorados de las mujeres para quienes componen versos elaborados, pero ellas se mantienen extrañamente reacias a casarse con ellos. Los eruditos consideran que la saga de Hallfreðar es más moderna y que está influenciada por la saga de Kormák.
Cuenta la historia de Kormákr Ögmundarson, un poeta del siglo X, y de Steingerður Þorkelsdóttir, el amor de su vida. Incluye algunos de sus versos, que en gran medida tratan sobre sus sentimientos por ella. Está bien preservada, lo que es muy significativo teniendo en cuenta que se considera como una de las primeras en ser escrita. El autor anónimo se basa en una tradición oral y no parece agregar muchos elementos de su propia cosecha ni integrar los fragmentos. Por lo general se limita a establecer sumariamente los escenarios para las narraciones del personaje.
Aunque se considera una obra de ficción, se reservan dudas pues los versos están expresamente creados para ser incluidos en la narrativa y son anteriores a la saga, que su atribución a Kormákr es correcta y que el relato fue creado desde la misma esencia de los versículos.